# 班達異齒䲁
班達異齒䲁（學名：Ecsenius bandanus），又稱班達無鬚䲁，為輻鰭魚綱鳚形目䲁科異齒䲁屬的一種，分布於西太平洋印尼爪哇島西北海岸的塞里布群島向東至新幾內亞西北海岸的比亞克島海域，深度2至15公尺，本魚體延長，稍側扁，似圓柱狀；頭鈍短。前鼻孔具一鼻鬚；無眼上鬚及頸鬚，在腹面區域藍色，頭部上有黃線紋，背鰭硬棘11-13枚、背鰭軟條13-15枚、臀鰭硬棘2枚、臀鰭軟條15-17枚，體長可達3.4公分，棲息在礁坡或沿海礁石，單獨或成小群活動，雌魚產附著性卵，雄魚有護卵行為，幼魚為浮游性，生活習性不明。